# Miconia porphyrotricha
Miconia porphyrotricha är en tvåhjärtbladig växtart som först beskrevs av Markgr., och fick sitt nu gällande namn av John Julius Wurdack. Miconia porphyrotricha ingår i släktet Miconia och familjen Melastomataceae. Inga underarter finns listade i Catalogue of Life.